# Operclipygus miladae
Operclipygus miladae är en skalbaggsart som först beskrevs av Wenzel och Dybas 1941.  Operclipygus miladae ingår i släktet Operclipygus och familjen stumpbaggar. Inga underarter finns listade i Catalogue of Life.